# Carex ballsii
Carex ballsii är en halvgräsart som beskrevs av Ernest Nelmes. Carex ballsii ingår i släktet starrar, och familjen halvgräs. Inga underarter finns listade i Catalogue of Life.